# Giải đua ô tô Công thức 1 Ả Rập Xê Út 2024
Giải đua ô tô Công thức 1 Ả Rập Xê Út 2024 (tên chính thức là Formula 1 STC Saudi Arabian Grand Prix 2024) là một chặng đua Công thức 1 được tổ chức vào ngày 9 tháng 3 năm 2024 tại Trường đua Jeddah Corniche ở Jeddah, Ả Rập Xê Út. Chặng đua này là chặng đua thứ hai của Giải đua xe Công thức 1 2024.

## Bối cảnh
Giải đua ô tô Công thức 1 Ả Rập Xê Út 2024 được tổ chức từ ngày 7 tháng 3 đến ngày 9 tháng 3. Chặng đua này là chặng đua thứ hai của Giải đua xe Công thức 1 2024 và đồng thời là phiên bản thứ tư của Giải đua ô tô Công thức 1 Ả Rập Xê Út.
Cuộc đua được tổ chức vào ngày thứ Bảy vì để tránh xung đột với ngày 10 tháng 3, ngày khởi đầu tháng Ramadan.

### Bảng xếp hạng các tay đua và đội đua trước chặng đua
Sau Giải đua ô tô Công thức 1 Bahrain, Max Verstappen dẫn đầu bảng xếp hạng các tay đua với 26 điểm trước Sergio Pérez (18 điểm) với khoảng cách 8 điểm và người đứng thứ ba Carlos Sainz Jr. (15 điểm) với khoảng cách 11 điểm. Red Bull Racing dẫn đầu bảng xếp hạng các đội đua với 44 điểm, cách 17 điểm từ Ferrari (27 điểm) và 28 điểm từ Mercedes (16 điểm).

### Danh sách các tay đua và đội đua
Danh sách các tay đua và đội đua cho chặng đua này không có thay đổi nào so với danh sách các tay đua và đội đua tham gia mùa giải ngoại trừ Oliver Bearman, tay đua dự bị của Ferrari, đã thay thế Carlos Sainz Jr. từ buổi đua thử thứ ba sau khi Sainz viêm ruột thừa. Do đó, Sainz đã phải rút lui khỏi sự kiện để phẫu thuật. Đồng thời, Bearman ra mắt tại một chặng đua Công thức 1 và phải bỏ lỡ chặng đua Công thức 2 ở Jeddah diễn ra vào cùng ngày do quy định không cho phép tham gia một chặng đua Công thức 1 và một chặng đua Công thức 2 cùng một lúc.

### Lựa chọn hợp chất lốp
Nhà cung cấp lốp xe Pirelli mang đến các hợp chất lốp C2, C3 và C4, lần lượt được tiêu chuẩn hóa là cứng (hard), trung bình (medium) và mềm (soft) để các đội sử dụng trong suốt sự kiện này.

## Tường thuật

### Buổi đua thử
Ba buổi đua thử được tổ chức tại Giải đua ô tô Công thức 1 Ả Rập Xê Út 2024. Buổi đua thử đầu tiên được tổ chức vào ngày 7 tháng 3 năm 2024 lúc 16:30 giờ địa phương (UTC+3). Max Verstappen của Red Bull Racing đứng đầu buổi đua thử này trước Fernando Alonso của Aston Martin và Sergio Pérez với thời gian nhanh nhất 1:29,659 phút. Buổi đua thử thứ hai được tổ chức vào lúc 20:00 giờ địa phuơng (UTC+3) cùng ngày, nhưng đã bị trì hoãn mười phút do bu lông được kiểm tra trên nắp cống ở làn pit. Fernando Alonso đứng đầu buổi đua này trước George Russell của Mercedes và Max Verstappen với thời gian nhanh nhất là 1:28,827 phút sau khi kết thúc. Buổi đua thử thứ ba và cuối cùng được tổ chức vào ngày 8 tháng 3 năm 2024 lúc 16:30 giờ địa phương (UTC+3). Verstappen đứng đầu buổi đua thử này trước Charles Leclerc của Ferrari và Pérez với thời gian nhanh nhất là 1:28,412 phút. Bên cạnh đó, buổi đua thử này bị gián đoạn sau một vụ va chạm của Chu Quán Vũ của Sauber.

### Vòng phân hạng
Vòng phân hạng được tổ chức vào ngày 8 tháng 3 năm 2024 lúc 19:00 giờ địa phương (UTC+3) và bao gồm ba phần với thời gian là 45 phút. Các tay đua có 18 phút ở phần đầu tiên (Q1) để tiếp tục tham gia phần thứ hai (Q2) của vòng phân hạng. Tất cả các tay đua đạt được thời gian trong phần đầu tiên với thời gian tối đa 107% thời gian nhanh nhất được phép tham gia cuộc đua. 15 tay đua dẫn đầu phần này lọt vào phần tiếp theo. Sau khi Q1 kết thúc, Max Verstappen của Red Bull Racing đứng đầu với thời gian nhanh nhất là 1:28,171 phút trong khi cả hai tay đua Kick Sauber, cả hai tay đua Alpine và Logan Sargeant bị loại. Chu Quán Vũ không lập được thời gian trong phần này nhưng được phép tham gia cuộc đua sau khi ban quản lý cho phép.
Phần thứ hai (Q2) kéo dài 15 phút và mười tay đua nhanh nhất của phần này đi tiếp vào phần thứ ba (Q3) và cuối cùng của vòng phân hạng. Sau khi Q2 kết thúc, Max Verstappen của Red Bull Racing đứng đầu với thời gian nhanh nhất là 1:28,033 phút trong khi tay đua tân binh Oliver Bearman của Ferrari, Alexander Albon, cả hai tay đua của Haas và Daniel Ricciardo bị loại.
Phần thứ ba (Q3) và cuối cùng kéo dài mười hai phút, trong đó mười vị trí xuất phát đầu tiên được xác định sẵn cho cuộc đua. Với thời gian nhanh nhất là 1:27,472 phút, Max Verstappen giành vị trí pole trước Charles Leclerc và Sergio Pérez.

### Cuộc đua
Cuộc đua được tổ chức vào ngày 9 tháng 3 năm 2024 lúc 20:00 giờ địa phương (UTC+3) và bao gồm 50 vòng đua.
Max Verstappen giành chiến thắng cuộc đua trước Sergio Pérez và Charles Leclerc, đem lại lần lên bục trao giải kép cho Red Bull Racing. Verstappen giành chiến thắng lần thứ 56 và đồng thời lên bục trao giải lần thứ 100 trong sự nghiệp của mình. Các tay đua còn lại ghi điểm sau cuộc đua này là Oscar Piastri, Fernando Alonso, George Russell, Oliver Bearman, Lando Norris, Lewis Hamilton và Nico Hülkenberg. Oliver Bearman ghi điểm ngay tại chặng đua Công thức 1 đầu tiên của anh kể từ thành tích tương tự của Nyck de Vries tại Giải đua ô tô Công thức 1 Ý 2022. Bên cạnh đó, Nico Hülkenberg ghi điểm đầu tiên cho Haas trong mùa giải này.

## Kết quả

### Vòng phân hạng
| Vị trí                   | Số xe | Tay đua          | Đội đua                      | Q1                  | Q2                  | Q3       | Vị trí xuất phát |
| ------------------------ | ----- | ---------------- | ---------------------------- | ------------------- | ------------------- | -------- | ---------------- |
| 1                        | 1     | Max Verstappen   | Red Bull Racing-Honda RBPT   | 1:28,171            | 1:28,033            | 1:27,472 | 1                |
| 2                        | 16    | Charles Leclerc  | Ferrari                      | 1:28,318            | 1:28,112            | 1:27,791 | 2                |
| 3                        | 11    | Sergio Pérez     | Red Bull Racing-Honda RBPT   | 1:28,638            | 1:28,467            | 1:27,807 | 3                |
| 4                        | 14    | Fernando Alonso  | Aston Martin Aramco-Mercedes | 1:28,706            | 1:28,122            | 1:27,846 | 4                |
| 5                        | 81    | Oscar Piastri    | McLaren-Mercedes             | 1:28,755            | 1:28,343            | 1:28,089 | 5                |
| 6                        | 4     | Lando Norris     | McLaren-Mercedes             | 1:28,805            | 1:28,479            | 1:28,132 | 6                |
| 7                        | 63    | George Russell   | Mercedes                     | 1:28,749            | 1:28,448            | 1:28,316 | 7                |
| 8                        | 44    | Lewis Hamilton   | Mercedes                     | 1:28,994            | 1:28,606            | 1:28,460 | 8                |
| 9                        | 22    | Yuki Tsunoda     | RB-Honda RBPT                | 1:28,988            | 1:28,564            | 1:28,547 | 9                |
| 10                       | 18    | Lance Stroll     | Aston Martin Aramco-Mercedes | 1:28,250            | 1:28,578            | 1:28,572 | 10               |
| 11                       | 38    | Oliver Bearman   | Ferrari                      | 1:28,984            | 1:28,642            | –        | 11               |
| 12                       | 23    | Alexander Albon  | Williams-Mercedes            | 1:29,107            | 1:28,980            | –        | 12               |
| 13                       | 20    | Kevin Magnussen  | Haas-Ferrari                 | 1:29,069            | 1:29,020            | –        | 13               |
| 14                       | 3     | Daniel Ricciardo | RB-Honda RBPT                | 1:29,065            | 1:29,025            | –        | 14               |
| 15                       | 27    | Nico Hülkenberg  | Haas-Ferrari                 | 1:29,055            | Không lập thời gian | –        | 15               |
| 16                       | 77    | Valtteri Bottas  | Kick Sauber-Ferrari          | 1:29,179            | –                   | –        | 16               |
| 17                       | 31    | Esteban Ocon     | Alpine-Renault               | 1:29,475            | –                   | –        | 17               |
| 18                       | 10    | Pierre Gasly     | Alpine-Renault               | 1:29,479            | –                   | –        | 18               |
| 19                       | 2     | Logan Sargeant   | Williams-Mercedes            | 1:29,526            | –                   | –        | 19               |
| Thời gian 107%: 1:34,342 |       |                  |                              |                     |                     |          |                  |
| —                        | 24    | Chu Quán Vũ      | Kick Sauber-Ferrari          | Không lập thời gian | –                   | –        | 201              |

Chú thích
- ^1  – Chu Quán Vũ không lập thời gian tại vòng phân hạng. Anh được phép tham gia cuộc đua sau sự đồng ý của ban quản lý.[16]

### Cuộc đua
| Vị trí                                                                           | Số xe | Tay đua          | Đội đua                      | Số vòng | Thời gian/ Bỏ cuộc | Vị trí xuất phát | Số điểm |
| -------------------------------------------------------------------------------- | ----- | ---------------- | ---------------------------- | ------- | ------------------ | ---------------- | ------- |
| 1                                                                                | 1     | Max Verstappen   | Red Bull Racing-Honda RBPT   | 50      | 1:20:43,273        | 1                | 25      |
| 2                                                                                | 11    | Sergio Pérez     | Red Bull Racing-Honda RBPT   | 50      | + 13,6431          | 3                | 18      |
| 3                                                                                | 16    | Charles Leclerc  | Ferrari                      | 50      | + 18,639           | 2                | 162     |
| 4                                                                                | 81    | Oscar Piastri    | McLaren-Mercedes             | 50      | + 32,007           | 5                | 12      |
| 5                                                                                | 14    | Fernando Alonso  | Aston Martin Aramco-Mercedes | 50      | + 35,759           | 4                | 10      |
| 6                                                                                | 63    | George Russell   | Mercedes                     | 50      | + 39,936           | 7                | 8       |
| 7                                                                                | 38    | Oliver Bearman   | Ferrari                      | 50      | + 42,679           | 11               | 6       |
| 8                                                                                | 4     | Lando Norris     | McLaren-Mercedes             | 50      | + 45,708           | 6                | 4       |
| 9                                                                                | 44    | Lewis Hamilton   | Mercedes                     | 50      | + 47,391           | 8                | 2       |
| 10                                                                               | 27    | Nico Hülkenberg  | Haas-Ferrari                 | 50      | + 1:16,996         | 15               | 1       |
| 11                                                                               | 23    | Alexander Albon  | Williams-Mercedes            | 50      | + 1:28,354         | 12               |         |
| 12                                                                               | 20    | Kevin Magnussen  | Haas-Ferrari                 | 50      | + 1:45,7373        | 13               |         |
| 13                                                                               | 31    | Esteban Ocon     | Alpine-Renault               | 49      | + 1 vòng           | 17               |         |
| 14                                                                               | 2     | Logan Sargeant   | Williams-Mercedes            | 49      | + 1 vòng           | 19               |         |
| 15                                                                               | 22    | Yuki Tsunoda     | RB-Honda RBPT                | 49      | + 1 vòng4          | 9                |         |
| 16                                                                               | 3     | Daniel Ricciardo | RB-Honda RBPT                | 49      | + 1 vòng           | 14               |         |
| 17                                                                               | 77    | Valtteri Bottas  | Kick Sauber-Ferrari          | 49      | + 1 vòng           | 16               |         |
| 18                                                                               | 24    | Chu Quán Vũ      | Kick Sauber-Ferrari          | 49      | + 1 vòng           | 20               |         |
| Bỏ cuộc                                                                          | 18    | Lance Stroll     | Aston Martin Aramco-Mercedes | 5       | Tai nạn            | 10               |         |
| Bỏ cuộc                                                                          | 10    | Pierre Gasly     | Alpine-Renault               | 1       | Động cơ hỏng       | 18               |         |
| Vòng đua nhanh nhất: Charles Leclerc (Ferrari) - 1:31,632 phút (vòng đua thứ 50) |       |                  |                              |         |                    |                  |         |
| Tay đua xuất sắc nhất cuộc đua: Oliver Bearman (Ferrari), 48,3% số phiếu bầu     |       |                  |                              |         |                    |                  |         |

Chú thích
- ^1  – Sergio Pérez nhận một án phạt năm giây vì đã ra chỗ đổi lốp không an toàn (unsafe release) sau lượt đổi lốp. Vị trí về đích của anh không bị ảnh hưởng.[17]
- ^2  – Bao gồm một điểm cho vòng đua nhanh nhất.[18]
- ^3  – Kevin Magnussen về đích ở vị trí thứ 11 nhưng bị tụt xuống vị trí thứ 12 vì nhận án phạt tổng cộng 20 giây vì đã gây ra vụ va chạm với Alexander Albon và rời chệch khỏi đường đua sau khi vượt để đạt được lợi thế.[17]
- ^3  – Yuki Tsunoda về đích ở vị trí thứ 14 nhưng bị tụt xuống vị trí thứ 15 vì nhận một án phạt năm giây vì đã ra chỗ đổi lốp không an toàn (unsafe release) sau lượt đổi lốp.[17]

## Bảng xếp hạng sau chặng đua

### Bảng xếp hạng các tay đua
| Vị trí | Tay đua          | Đội đua                      | Số điểm | Thay đổi vị trí |
| ------ | ---------------- | ---------------------------- | ------- | --------------- |
| 1      | Max Verstappen   | Red Bull Racing-Honda RBPT   | 51      | +/-0            |
| 2      | Sergio Pérez     | Red Bull Racing-Honda RBPT   | 36      | +/-0            |
| 3      | Charles Leclerc  | Ferrari                      | 28      | 1               |
| 4      | George Russell   | Mercedes                     | 18      | 1               |
| 5      | Oscar Piastri    | McLaren-Mercedes             | 16      | 3               |
| 6      | Carlos Sainz Jr. | Ferrari                      | 15      | 3               |
| 7      | Fernando Alonso  | Aston Martin Aramco-Mercedes | 12      | 2               |
| 8      | Lando Norris     | McLaren-Mercedes             | 12      | 2               |
| 9      | Lewis Hamilton   | Mercedes                     | 8       | 2               |
| 10     | Oliver Bearman   | Ferrari                      | 6       |                 |

- Lưu ý: Chỉ có mười vị trí đứng đầu được liệt kê trên bảng xếp hạng này.

### Bảng xếp hạng các đội đua
| Vị trí | Đội đua                      | Số điểm | Thay đổi vị trí |
| ------ | ---------------------------- | ------- | --------------- |
| 1      | Red Bull Racing-Honda RBPT   | 87      | +/-0            |
| 2      | Ferrari                      | 49      | +/-0            |
| 3      | McLaren-Mercedes             | 28      | 1               |
| 4      | Mercedes                     | 26      | 1               |
| 5      | Aston Martin Aramco-Mercedes | 13      | +/-0            |
| 6      | Haas-Ferrari                 | 1       | 1               |
| 7      | Williams-Mercedes            | 0       | 2               |
| 8      | Kick Sauber-Ferrari          | 0       | 2               |
| 9      | RB-Honda RBPT                | 0       | 1               |
| 10     | Alpine-Renault               | 0       | +/-0            |